# سيلفيا كليمينتي
سيلفيا كليمينتي (من مواليد 6 سبتمبر 1967) سياسية إسبانية. وهي عضو في حزب الشعب في قشتالة وليون، وكانت وزيرة البيئة في المجلس العسكري في قشتالة وليون من 2001 إلى 2003. تم تعيينها مديرة عامة مسؤولة عن جودة البيئة في 5 أغسطس 1999. كانت رئيسة المجلس العسكري في قشتالة وليون من 2015 إلى 2019. لقد غيرت التزامها عندما تم تعيينها مستشارة ثقافية وسياحية في عام 2003. كانت تمارس واجب مستشارة الزراعة والثروة الحيوانية بين عامي 2007 و2015. أعلنت استقالتها من عضوية حزب الشعب.

## السيرة الشخصية
ولدت سيلفيا كليمنتي في لا فيليلا بإسبانيا. حصلت على إجازة في القانون من جامعة مدريد. بدأت نشاطها في الخدمة الإقليمية للزراعة والثروة الحيوانية في سيغوفيا. غيرت واجبها في عام 2003 عندما تم تعيينها مستشارة ثقافية وسياحية. تم تعيينها مستشارة البيئة. كانت أيضًا محامية في محاكم قشتالة وليون العسكرية في سيغوفيا.